# Niccolò di ser Sozzo
Niccolò di ser Sozzo ou encore Niccolo di ser Sozzo Tegliaccio, Niccolo di Ser Sozzo di Francesco Tegliacci, ou récemment Niccolo di Ser Sozzo di Stefano (Sienne ... - Sienne, 1363) est un peintre et enlumineur italien qui a réalisé divers codex musicaux de nature sacrée.

## Biographie
Niccolò di ser Sozzo est né à Sienne, mais les informations concernant sa vie sont rares. Seuls quelques documents et œuvres attestent de son activité vers le milieu du XIVe siècle et de sa mort survenue en 1363.
L'unique œuvre qui lui est attribuée avec certitude car signée «  Nicholaus, Ser Sozzi de Senis me pinxit » est une Assunzione, qui constitue le frontispice d'un caleffo (it), conservée  dans la section « Riformagioni » des Archives d'État de Sienne.
Cette œuvre a servi de base pour lui attribuer d'autres réalisations sur parchemin, comme quelques cantorini (it), et peintures sur bois.

## Autres attributions
Des études récentes lui attribuent d'autres œuvres :
- Vierge à l'Enfant, musée des Offices.
- Polyptyque de La Vierge à l'Enfant et quatre saints (1362) tempera  sur bois, 191 × 297 cm, en collaboration avec Luca di Tommè (qui aurait peint deux des quatre saints, Thomas et Jean-Baptiste)[3].
- Vierge à l'Enfant et deux anges (années 1350)
- un panneau lui est attribué au Getty Center dont le style est directement inspiré de celui  de Simone Martini[2].

## Source de la traduction
- (it) Cet article est partiellement ou en totalité issu de l’article de Wikipédia en italien intitulé « Niccolò di ser Sozzo » (voir la liste des auteurs).